# Narvská přehrada
Narvská nebo Narevská přehrada (rusky Нарвское водохранилище, estonsky Narva veehoidla) je přehradní nádrž na území Leningradské oblasti v Rusku a kraje Ida-Virumaa v Estonsku. Má rozlohu 191 km² (151 km² v Rusku a 40 km² v Estonsku). Je 40 km dlouhá a maximálně 15 km široká. Má objem 0,37 km³.

## Vodní režim
Nádrž na řece Narvě za hrází Narvské vodní elektrárny byla naplněna v letech 1955-56. Úroveň hladiny kolísá v rozsahu 0,5 m. Reguluje denní a týdenní kolísání průtoku. Je zde rozvinuté rybářství (okouni, cejni, štiky).